# Tekke

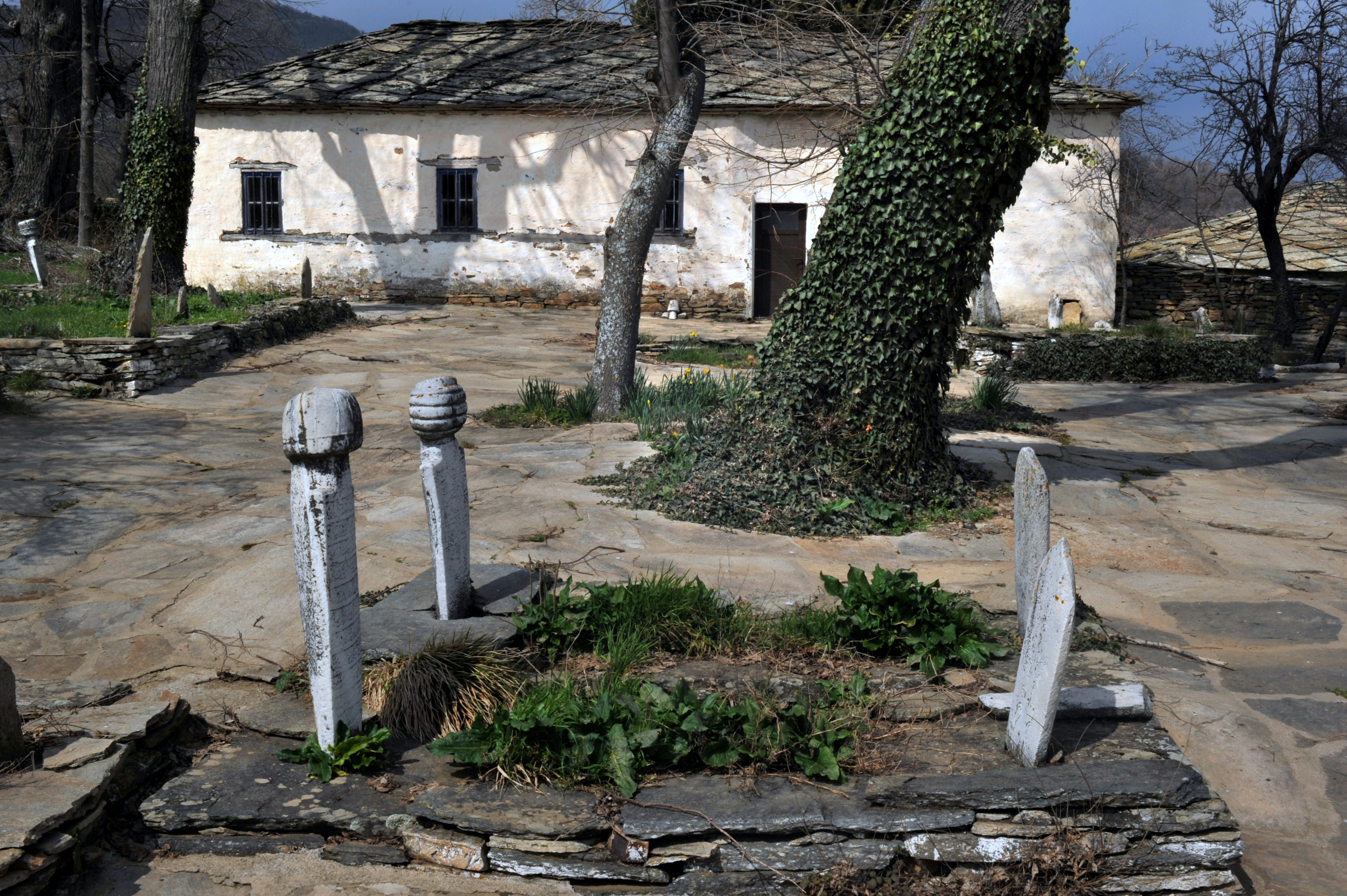
O tekke otomano de Seíde Ali Sultão, em Evros, Grécia

Uma tekke ou khanqah (também transliterado como khanqa e khaneqa, do persa خانگاه, khanegah e خانقاه, khaneghah), ribat, zawiya ou dergâh, é uma construção planejada especialmente para reuniões de irmandades sufis, ou tariqa, e é um lugar de retiro espiritual. No passado, elas comummente serviam como abrigos aos viajantes sufis (salik) e estudantes islâmicos (talib). As tekkes são muito encontradas junto a dargahs (santuário de um santo sufi), mesquitas ou madraçais (escolas islâmicas). Elas são encontradas por todo mundo islâmico influenciado pelos persas, especialmente no Irã, na Ásia Central e no Sudoeste Asiático.[carece de fontes?]
Na Turquia são geralmente chamados de tekke, embora no caso dos de maiores dimensões também sejam designados como dergâh. Os tekkes turcos otomanos funcionavam como uma espécie de conventos de dervixes.